# Çaloire
Çaloire é uma comuna francesa na região administrativa de Auvérnia-Ródano-Alpes, no departamento de Loire. Estende-se por uma área de 4,7 km². Em 2010 a comuna tinha 319 habitantes (densidade: 67,9 hab./km²).5 hab/km².